# Bajofondo
A Bajofondo (ejtsd: bahofondo, korábbi nevükön Bajofondo Tango Club) uruguayi és argentin zenészekből álló, elektrotangót játszó zenei csoportosulás. Tagjai Gustavo Santaolalla, Juan Campodónico, Luciano Supervielle, Verónica Loza, Martin Ferres, Javier Casalla, Adrián Sosa és Gabriel Casacuberta.

## Történet
Gustavo Santaolalla és Juan Campodónico ötlete volt, hogy olyan latin gyökerekből táplálkozó, elektronikus elemekkel tarkított zenét kellene játszani, amely tükrözi Río de la Plata városi életképét. Santaolalla és Campodónico akkor ismerték meg egymást, amikor az utóbbi belépett az El Peyote Asesino együttesbe. Abban az időben ez az uruguayi együttes Astor Piazzolla és Alfredo Zitarrosa viniljeit használta fel sampleren, sikeresen vegyítve a hiphopot a tangóval és a milongával. Kis idő múltán Madridban ismét találkoztak, megosztották egymással ötleteiket, és ezekből születik aztán a Bajofondo Tango Club. Úgy találták, a tangó a legalkalmasabb arra, hogy megújult formában vigye tovább a Río de Plata-i városi hagyományt.
A Bajofondo Tango Club volt a kezdet. Miután létrejött a projekt, elkezdték szervezni az együttest. Kapcsolatba léptek Luciano Supervielle (ex Plátano Macho) uruguayi DJ-vel, Javier Casalla argentin hegedűssel, Martín Ferres argentin bandoneonistával, Gabriel Casacuberta uruguayi bőgőssel és a szintén uruguayi Verónica Loza VJ-vel. Ezekhez még olyan nagy nevek csatlakoztak, mint Adriana Varela, Daniel Melingo, Cristóbal Repetto, Malena Muyala, Jorge Drexler, Emilio Kauderer és Diego Gutman.
A felhasznált sample-k Alfredo Zitarrosa, Eduardo Mateo, Roberto Goyeneche, Jaime Roos, Susana Rinaldi, Juan D'Arienzo és Eduardo Rovira dalaiból származnak. Santaolalla korábbi, alternatív latin zenei lemezei Surco márkanév alatt jelentek meg. Vibra néven új márkát hoz létre és ezzel a névjeggyel adják ki az együttes első, Bajofondo Tangoclub című művét. A lemez 2002-ben kerül kereskedelmi forgalomba Argentínában és Uruguayban. Argentínában ezzel a lemezzel Gardel-díjat szereznek a Legjobb elektronikus zenei album kategóriában. Nyernek egy Latin Grammy-díjat is a Legjobb instrumentális pop album kategóriában.
2004 szeptemberében az együttes bemutatja második lemezét, a címe Bajofondo presenta: Supervielle (A Bajofondo bemutatja Superviellét). Ez a kiadás az album szólóváltozata. Megmutatkozik benne Luciano Superviellének az a képessége, hogy Piazzolát vegyítse a futballmérkőzést közvetítő Víctor Hugo Morales kiabálásával, majd innét egy ugrással eljusson a mítikus Eduardo Mateo candombéjáig. Meghívott vendégelőadók is szerepelnek a produkcióban, úgymint Daniel Melingo, Contra las Cuerdas (ígéretes fiatal uruguayi hiphop együttes) és Jorge Drexler. 2006 márciusában készül el audovizuális formátumban a Bajofondo Tangoclub Remixed, a szerkesztésbe DJ-ket és VJ-ket is bevonnak. Az újrafelvétel és a meghallgatás Juan Campodónico feladata, a VJ ismét Verónica Loza, a zenei programozáshoz és a látványtervhez segítséget nyújt Brian Mackern, az élő előadáson pedig Martín Ferres játszik bandoneónon.
Ezek a művészek a korábbi Bajofondo Tangoclub lemezt saját ízlésüknek és zenei stílusuknak megfelelő átértelmezésben adják elő. Résztvevők: Alexkid, Romina Cohn, Marcello Castelli, Capri, Lalann, Bad Boy Orange, Mercurio, OMAR, Boris Dlugosh, Twin, Calvi & Neil, Androoval, Nortec és Zuker, és mások. Megalakulása óta az együttes Európában és Dél-Amerikában szinte mindenütt kimagasló sikert aratott. Ahogy a múlt század elején a tangó vitte el Río de la Plata kultúráját a világnak, úgy most a Bojafondo az az együttes, amelyik a különböző zenei stílusok vegyítésével közvetíti az új tendenciákat, új lendületet adva ezzel úgy a kortárs tangónak mint a zenei műfajban lejátszódó összeolvadásnak.

## Tagok
- Gustavo Santaolalla: gitár, ütősök, zeneszerző, producer
- Juan Campodónico: zeneszerző, producer, zenei programozás, DJ
- Luciano Supervielle: zongora, zeneszerző, scratching, zenei programozás, DJ
- Verónica Loza: ének, VJ, zeneszerző, látványtervező
- Martín Ferres: bandoneón
- Javier Casalla: hegedű
- Gabriel Casacuberta: nagybőgő
- Adrian Sosa: dobfelszerelés

## Diszkográfia
- Bajofondo Tango Club (2002)
- Supervielle (2004)[6]
- Mar Dulce (2007)
- Presente (2013)

| Tévésorozat    | Dal                             | Év        | Ország           |
| -------------- | ------------------------------- | --------- | ---------------- |
| A favorita     | Pa Bailar                       | 2008/2009 | Brazília         |
| La Favorita    | Pa Bailar (Julieta Venegasszal) | 2009/2010 | Egyesült Államok |
| Avenida Brasil | Infiltrado (Carminha témája)    | 2012      | Brazília         |

## Fordítás
- Ez a szócikk részben vagy egészben  a   Bajofondo című spanyol Wikipédia-szócikk ezen változatának fordításán alapul.  Az eredeti cikk szerkesztőit annak laptörténete sorolja fel. Ez a jelzés csupán a megfogalmazás eredetét és a szerzői jogokat jelzi, nem szolgál a cikkben szereplő információk forrásmegjelöléseként.